# Пойнт, Брэйден
Брэ́йден Пойнт (англ. Brayden Point; 13 марта 1996, Калгари, Альберта, Канада) — канадский хоккеист, центральный нападающий клуба НХЛ «Тампа-Бэй Лайтнинг». Двукратный обладатель Кубка Стэнли (2020, 2021).

## Хоккейная карьера

### «Мус Джо Уорриорз»
Пойнт был выбран под 14-м номером на драфте 2011 года Западной хоккейной лиги клубом «Мус Джо Уорриорз». За команду отыграл 5 сезонов. В сезоне 2013/14 попал на CHL/NHL Top Prospects Game (аналог Матча всех звёзд в НХЛ).
Несмотря на 91 очко в сезоне 2013/14, на драфте НХЛ 2014 года был выбран лишь в 3-м раунде командой «Тампа-Бэй Лайтнинг». Столь низкий выбор обоснован небольшими габаритами Брэйдена — на момент драфта рост игрока составлял всего 176 см.
В сезоне 2014/15 вновь стал лучшим бомбардиром и снайпером «Мус Джо». По окончании сезона в WHL заключил 3-летний контракт новичка с «Тампой» и присоединился к фарм-клубу «Лайтнинг» в АХЛ — «Сиракьюз Кранч», в составе которого провёл 2 матча в плей-офф Кубка Колдера.

### Карьера в НХЛ
Сезон 2016/17 Пойнт начал в основном составе «Тампы-Бэй». 13 октября дебютировал в НХЛ в матче против «Детройт Ред Уингз», в котором «Болтс» выиграли 6:4. 15 октября набрал первое очко во встрече против «Нью-Джерси Девилз», отдав в 3-м периоде голевую передачу Валттери Филппуле, забившему победный гол. 5 ноября забросил первую шайбу, вновь в матче с «Нью-Джерси Девилз». В конце декабря получил травму верхней части тела и пропустил около месяца. По итогам сезона набрал 40 очков, однако «Тампа» не смогла пробиться в плей-офф.
В сезоне 2017/18 улучшил свою статистику, играя в центре 2-го звена и набрав 66 очков. В плей-офф вошёл в тройку лучших бомбардиров команды, набрав 16 очков, как и Стивен Стэмкос, и лишь на 1 очко меньше лучшего бомбардира «Тампы» Никиты Кучерова.
15 ноября 2018 года сделал хет-трик в ворота «Питтсбурга» на стыке первого и второго периодов, затратив на это 91 секунду игрового времени. Это был самый быстрый хет-трик в НХЛ с 1991 года. Всего в сезоне 2018/19 набрал 92 очка (41+51) в 79 матчах.
В сезоне 2019/20 в победном для «Тампы» плей-офф Кубка Стэнли набрал 33 очка (14+19) в 22 матчах, став лучшим в Лиге по голам в плей-офф. В следующем сезоне «Тампа» вновь победила в Кубке Стэнли, а Пойнт набрал 23 очка (14+9) в 23 матчах, вновь став лучшим снайпером плей-офф.
В сезоне 2022/23 установил личный рекорд по голам и очкам за один сезон — 95 очков (51+44).
В первом матче сезона 2023/24 провёл свой 500-й матч в регулярных сезонах НХЛ. В ноябре 2023 года Пойнт, выступая в звене с Никитой Кучеровым, сделал сразу два хет-трика в НХЛ, тогда как за всю карьеру до этого только один. 4 ноября Пойнт забросил три шайбы «Оттаве» (6:4), добавив ещё одну голевую передачу. 24 ноября Пойнт набрал 5 очков (3+2) в игре против «Каролины» (8:2). В сезоне 2023/24 набрал 90 очков (46+44) в 81 матче.

## Статистика
| Легенда | Легенда                    | Легенда | Легенда                   | Легенда | Легенда    |
| ------- | -------------------------- | ------- | ------------------------- | ------- | ---------- |
| И       | Количество проведённых игр | Штр     | Штрафное время            | +/−     | Плюс-минус |
| Г       | Голы                       | П       | Голевые передачи          | О       | Очки       |
| -       | Статистика неизвестна      | —       | Статистика не учитывалась |         |            |

### Международные соревнования
1. ↑  https://www.iihf.com/en/events/2017/wm/teams/roster/45638/canada/ — Международная федерация хоккея на льду.